# Tower Defense
Tower Defense oder Tower Defence (englisch tower ‚Turm‘ und defense (AE) / defence (BE) ‚Verteidigung‘) oder kurz TD bezeichnet ein Subgenre von Echtzeit-Strategiespielen.

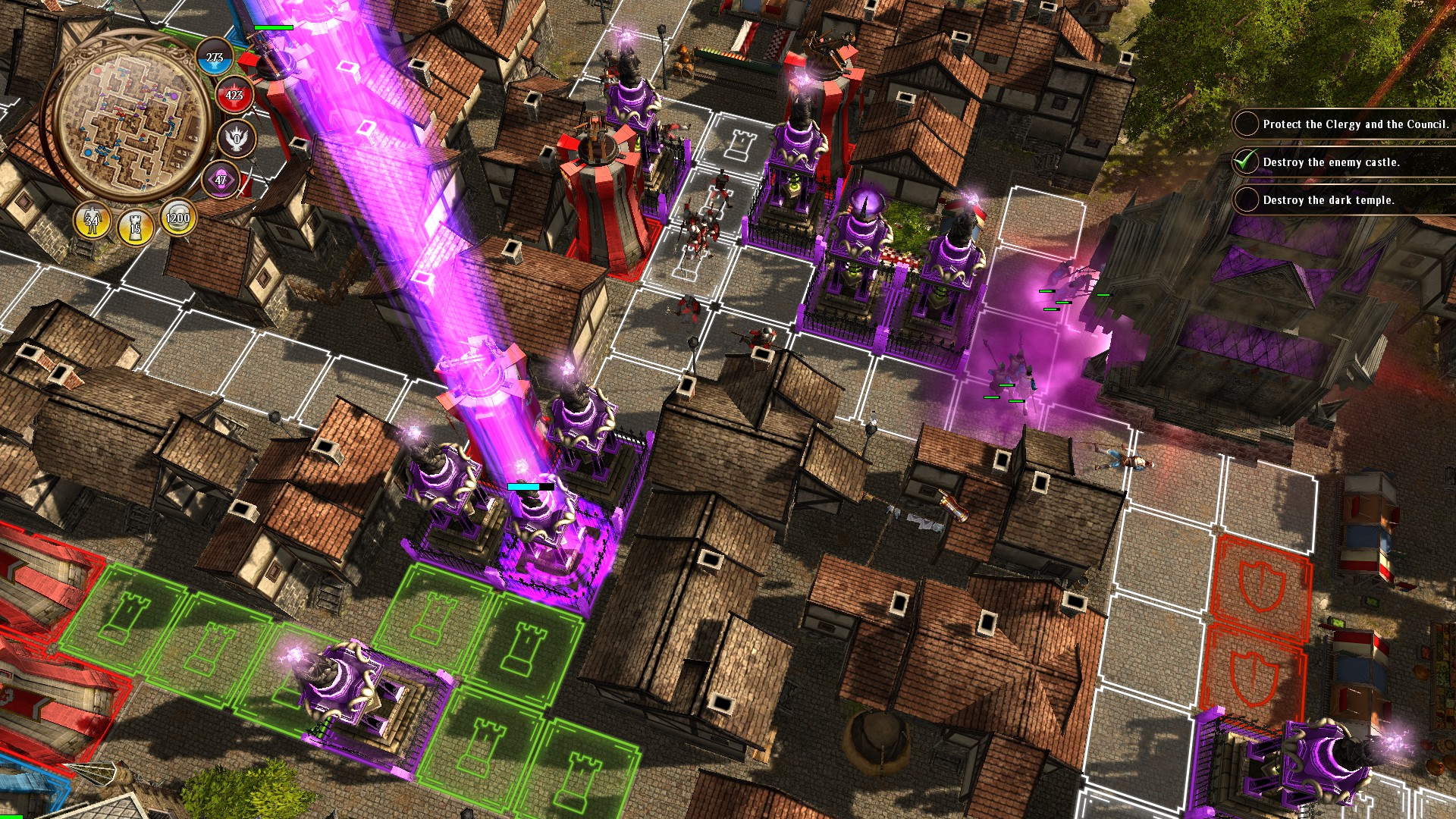
Beispiel für ein Tower-Defense-Spiel: Defenders of Ardania

Aufgabe in diesen Spielen ist es, auf einer Karte verschiedene Arten von Verteidigungsanlagen (meistens Wach- oder Geschütztürme, daher der Begriff) zu errichten, die anschließend mehrere Anstürme unterschiedlicher Gegner daran hindern sollen, die Karte zu durchqueren.

## Geschichte
Die Geschichte der Tower-Defense-Spiele beginnt mit dem Echtzeit-Strategiespiel Dune II. Ein Teilbereich des Spiels war, die eigene Basis mit Labyrinthen aus Geschütztürmen und Mauern gegen in Echtzeit anrückende Einheiten des Computergegners zu verteidigen. Das einige Jahre danach erschienene Spiel Starcraft besaß für damalige Verhältnisse einen relativ umfangreichen und komplexen Map-Editor. Mit diesem konnte das normale Spielprinzip in selbst erstellten Maps extrem modifiziert werden, so dass Maps entstanden, die mit dem eigentlichen Echtzeitstrategie-Prinzip nicht mehr viel gemeinsam hatten. Von Mitgliedern der Online-Community wurden die ersten reinen Tower-Defense-Maps erstellt.
Diese Entwicklung wurde durch die Veröffentlichung von Warcraft III beschleunigt, da der Editor, der zur Erstellung eigener Maps(Karten) – und somit auch TDs – dient, deutlich zugänglicher und mächtiger wurde. In Anerkennung der Tower-Defense-Modszene wurde in der Fortsetzung Warcraft III: The Frozen Throne von Blizzard eine eigene Tower-Defense-Map versteckt.
Seitdem erfreuen sich vor allem Tower-Defense-Spiele in Form von Browser- oder anderen alleinstehenden Anwendungen hoher Beliebtheit. Zu den erfolgreicheren zählen zum Beispiel Defense Grid: The Awakening, dessen Nachfolger durch eine Crowdfunding-Aktion auf der Plattform Kickstarter finanziert wurde, sowie Spiele wie Plants vs. Zombies, die komplexeren Gemcraft-Spiele oder Sanctum 1 und 2, die gekonnt das Spielprinzip mit Elementen eines 3D-Shooters verbinden. Das Spiel Revenge of the Titans hat Elemente eines Echtzeitstrategie- und Aufbauspiels. Andere Spiele, etwa Crazy Defense Heroes, binden Rollenspiel- und Sammelkartenlemente mit ein. Sie haben den Vorteil, dass sie nicht wie ihre Vorbilder aus Starcraft oder Warcraft III nur als Modifikation des Hauptspiels laufen. Tower-Defense-Modifikationen werden jedoch auch weiterhin für eine Unzahl an Spielen angeboten.

## Spielmodi

### Einzelspieler
In diesem Spielmodus gibt es folgende Spielvarianten:
- Tower Defense: Bei der einfachsten Variante laufen die Gegner eine festgelegte Strecke ab. Dabei können keine Türme auf der Strecke gebaut werden, um zu verhindern, dass der Spieler den Weg blockiert. Dadurch wird es für den Spieler komplizierter, da er die Strecke nicht verändern kann und somit die Länge immer gleich bleibt, die verwendet werden kann, um die Gegner zu stoppen.[3]
- Mazing TDs: Neben dem Tower Defense existiert auch eine Variante, bei der die Strecke nicht festgelegt ist und sich die Creeps (→ siehe Gegner) selber einen Weg suchen. Bei dieser Variante spricht man auch von mazing (engl. maze für „Irrgarten“, sinngem. „Irrgärtnern“), da die Spielfläche zunächst leer ist und der Pfad der Creeps erst durch ein vom Spieler mit den Türmen gebildetes Labyrinth oder Irrgarten entsteht. Da man hier theoretisch den Weg versperren könnte, gibt es generell zwei verschiedene Implementationen, die das verhindern. So wird mithilfe von Pathfinding überprüft, ob überhaupt ein Weg existiert und dementsprechend der Bau blockierender Türme verhindert oder den Gegnern ermöglicht bebaute Gebiete zu überqueren bis erneut ein gültiger Pfad entsteht. Auch ist es möglich, dass die Gegner bei blockiertem Weg die Türme selbstständig zerstören. Bei Mazing Tower Defenses muss neben dem effektiven Bau der Türme auch die Wegführung für die Creeps möglichst gekonnt gestaltet werden, so dass sich Mazes entwickeln.[4]

### Mehrspieler
Häufige Mehrspielermodi sind Cooperative, bei dem die Spieler zusammenarbeiten müssen, sowie Survivor, bei dem der am längsten überlebende Spieler gewinnt. Dabei hat wie beim Einzelspielermodus jeder Spieler oder jede Mannschaft eine eigene Strecke und eine bestimmte Anzahl an Leben zur Verfügung, nach deren Verbrauch das Spiel verloren ist. Leben gehen auch hier normalerweise nur verloren, wenn ein Creep zum Zielpunkt gelangt. Im Spiel Desktop TD Pro ist der Survivor-Modus etwas abgewandelt: Die nächste Welle startet immer dann, wenn der erste der bis zu vier Mitspieler diese zerstört hat. Falls mehrere Spieler alle der 50 Wellen überleben, so gewinnt der Spieler, der diese als erste zerstört hat.
In der Mehrspieler-Version Tower Wars werden die Creeps von den Mitspielern geschickt. Daher muss die Verteidigungstaktik bei jedem Spiel auf die Angriffstaktik der jeweiligen Mitspieler angepasst werden. Eine Tower Wars TD, die im Client-Server-Modell realisiert wurde, ist CreepSmash, die unter dem Namen CreepTD weiterentwickelt wurde.
Das PVP TD Coregrounds bedient sich einiger Spielmechaniken aus dem MOBA-Genre; zum Beispiel wählen beide Spieler zu Beginn einer Partie abwechselnd ihre Türme, Minions und Fähigkeiten. Im Gegensatz zu anderen Mehrspieler-TD findet Coregrounds auf einer gemeinsamen Karte statt, so dass Türme und Creeps sich direkt bekämpfen.

## Spielprinzip

### Gegner
Die Gegner in Tower-Defense-Spielen werden Creeps (von engl. creep „Kriecher“, auch „Widerling“) genannt. Sie tauchen in Form von mehr oder weniger großen Gruppen an einem bestimmten Eintrittspunkt der Karte auf und versuchen, zum Ausgang der Karte zu gelangen. Gelingt dies einer gewissen Zahl von Gegnern (manchmal auch nur einem einzigen Gegner), verliert der Spieler die Runde. Bei den meisten Tower-Defense-Spielen sind die Gegner abgesehen davon jedoch wehrlos und nicht in der Lage, die Verteidigungsanlagen des Spielers zu beschädigen oder zu zerstören.
Einzelne Gegner besitzen eine bestimmte Zahl an Trefferpunkten und eine bestimmte Geschwindigkeit. Daneben können sie noch über weitere Eigenschaften wie beispielsweise Resistenzen verfügen. Folgende Gegnerarten finden sich in den meisten TD-Spielen:
- Normale oder Standardgegner stellen die grundlegendste Gegnerart dar und können von den einfachsten Verteidigungssystemen angegriffen werden. Sie bewegen sich auf dem Boden und müssen somit im Maze-Modus die Verteidigungsanlagen umgehen.
- Fliegende Gegner überqueren die Karte auf dem Luftweg, zu ihrer Bekämpfung bedarf es normalerweise spezieller Luft-Verteidigungssysteme. Im Maze-Spielmodus stellen sie eine besondere Gefahr dar, da sie nicht dem vom Spieler angelegten Labyrinthweg folgen müssen, sondern die Verteidigungssysteme einfach überfliegen können.
- Immune Gegner sind resistent gegenüber bestimmten Arten von Angriffen oder Schaden und erfordern eine flexible Verteidigung mit verschiedenen Arten von Verteidigungssystemen.
- Schnelle Gegner durchqueren die Karte mit höherer Geschwindigkeit als andere Gegner und befinden sich dadurch nur kurz innerhalb der Angriffsradien einzelner Türme. Der Spieler kann auf sie beispielsweise mit einer flächendeckenden Verteidigung reagieren.
- Bossgegner oder Bosse sind starke Einzelgegner. Oftmals handelt es sich dabei um die große Ausführung eines regulären Gegners, jedoch mit deutlich mehr Trefferpunkten und gelegentlich auch besonderen Eigenschaften. Sie tauchen regelmäßig im Spielverlauf entweder einzeln oder in sehr kleinen Gruppen auf.

### Turmtypen
Türme haben in fast jeder Variante eine bestimmte Reichweite, erzielen einen bestimmten Schaden, haben eine Kadenz und verursachen einmalig Baukosten. Die meisten können gegen Bezahlung in Form von Geld oder Erfahrungspunkten aufgerüstet werden, entweder zur Verbesserung einer Eigenschaft oder als generelles Upgrade. Die Türme sind meist nach ihrer Bewaffnung oder Eigenart benannt, welche dem Spielekontext angepasst ist. So gibt es schadenverursachende Türme, die einen oder mehrere Gegner (sogenannte „Splashtower“) angreifen, andere schaden allen Gegnern in einem bestimmten Umkreis, oder können bestimmte in anderer Hinsicht immune Gegner verletzen.
Zusätzlich stehen generell auch Türme mit speziellen Eigenschaften zur Verfügung, die Gegner stoppen, verlangsamen, vergiften oder (seltener) die Gegner an eine andere Stelle auf der Karte versetzen.